# Fliegerhorst Heiligenbeil
Der Fliegerhorst Heiligenbeil war ein Fliegerhorst der Luftwaffe der Wehrmacht nahe dem ostpreußischen Heiligenbeil.

## Geschichte
Der Fliegerhorst wurde zwischen 1935 und 1936 neu angelegt. Im Nordwesten entstanden zwei sehr große, drei große, ein mittlerer und ein großer Reparaturhangars. Hier befanden sich auch weitere Wirtschafts- und Unterkunftsgebäude. Im Süden befanden sich nochmal ein großer und ein mittlerer Hangar. Insgesamt umfasste der Fliegerhorst um die 100 Gebäude. Mit dem Einzug der Fliegerhorstkommandantur am 1. Oktober 1936 begann der Flugbetrieb. Als erste fliegende Einheit war hier, ab April 1936, die III./KG 153 stationiert. Auch waren hier verschiedene Flugzeugführerschulen und von 1939 bis 1941 das Flieger-Ausbildungs-Regiment 31 beheimatet. 
Die folgende Tabelle zeigt eine Auflistung aller fliegender aktiver Einheiten (ohne Schul- und Ergänzungsverbände) der Luftwaffe, die hier zwischen 1936 und 1945 stationiert waren.
| Von            | Bis            | Einheit                                                                        | Ausrüstung                                                          |
| -------------- | -------------- | ------------------------------------------------------------------------------ | ------------------------------------------------------------------- |
| April 1936     | April 1939     | III./KG 153 (III. Gruppe des Kampfgeschwaders 153)                             | Junkers Ju 52/3m, Junkers Ju 86, Dornier Do 17                      |
| Mai 1939       | Oktober 1939   | II., III./KG 3                                                                 | Dornier Do 17Z                                                      |
| August 1939    | September 1939 | I./JG 1 (I. Gruppe des Jagdgeschwaders 1)                                      | Messerschmitt Bf 109E                                               |
| Juni 1941      | Juli 1941      | Stab, III./KG 77                                                               | Junkers Ju 88A                                                      |
| August 1941    | Oktober 1941   | III./KG 76                                                                     | Junkers Ju 88A                                                      |
| Dezember 1941  | Dezember 1941  | II./KG 30                                                                      | Junkers Ju 88A                                                      |
| Dezember 1941  | Dezember 1941  | KGr. z.b.V. 800 (Kampfgruppe zur besonderen Verwendung 800 (Transportflieger)) | Junkers Ju 52/3m                                                    |
| Dezember 1941  | Dezember 1941  | Verbindungsstaffel 2                                                           |                                                                     |
| Januar 1942    | Februar 1942   | I./KG 77                                                                       | Junkers Ju 88A                                                      |
| April 1942     | April 1942     | KGr. z.b.V. 4                                                                  | Junkers Ju 52/3m                                                    |
| April 1942     | Mai 1942       | KGr. z.b.V. 5                                                                  | Junkers Ju 52/3m, Heinkel He 111                                    |
| August 1942    | August 1942    | III./LG 1 (III. Gruppe des Lehrgeschwaders 1)                                  | Junkers Ju 88A-4                                                    |
| September 1942 | September 1942 | III./KG 6                                                                      | Junkers Ju 88A-4                                                    |
| Januar 1943    | Februar 1943   | I./JG 26                                                                       | Focke-Wulf Fw 190A-4                                                |
| Februar 1943   | März 1943      | I./JG 54                                                                       | Focke-Wulf Fw 190A-4, Focke-Wulf Fw 190A-5, Messerschmitt Bf 109G-2 |
| Januar 1944    | Juli 1944      | II./KG 77                                                                      | Junkers Ju 88A-4                                                    |
| Juli 1944      | August 1944    | I./KG 53                                                                       | Heinkel He 111H-16, Heinkel He 111H-20                              |
| Oktober 1944   | Oktober 1944   | NSGr. 11 (Nachtschlachtgruppe 11)                                              | Heinkel He 50, Arado Ar 66                                          |
| Dezember 1944  | Februar 1945   | 2./NAGr. 4 (2. Staffel der Nahaufklärungsgruppe 4)                             | Messerschmitt Bf 109G-6, Messerschmitt Bf 109G-8                    |
| Januar 1945    | Februar 1945   | I./SG 3 (I. Gruppe des Schlachtgeschwaders 3)                                  | Focke-Wulf Fw 190F-8                                                |
| März 1945      | März 1945      | II./JG 54                                                                      | Focke-Wulff Fw 190A, Focke-Wulff 190D                               |

Am 24./25. März 1945 besetzten sowjetische Truppen das Gelände des Fliegerhorstes. Seit 1945 gehört Heiligenbeil, das 1947 in Mamonowo (russisch Мамоново) umbenannt wurde, zur russischen Oblast Kaliningrad.